# ブロブ/宇宙からの不明物体
『ブロブ/宇宙からの不明物体』（ブロブ うちゅうからのふめいぶったい、原題：The Blob）は、1988年のアメリカ映画。アメリカの田舎町、アーバーヴィルに出現した粘液状の生命体ブロブと人間の戦いを描くSFホラー。1958年の映画『マックイーンの絶対の危機』のリメイク。

## ストーリー
とある山間の田舎町の森に、ある晩火の玉が墜落する。目撃したホームレスの老人が好奇心から現場に向かうと、落下物から出てきた粘液状の物体に腕を取りつかれてしまう。
そこへデート中のメグとポールが通りあわせ、老人を病院へ運ぶが、老人は物体に喰い尽くされ、ポールも犠牲となる。目撃したメグは一部始終を訴えるが信じて貰えず、保安官は町の不良少年ブライアンの仕業だと疑う。メグがブライアンに助けを求めると、最初は相手にしなかったブライアンだったが、レストランでコックが物体に襲われる現場を目の当たりにし事態を理解。
その間にも物体は次々に人々を飲み込んでゆき巨大化していった。間もなくメドウス博士率いる政府の科学調査団が救助に到着。物体は宇宙からの飛来物であると説明されるが、胡散臭さを感じたブライアンは単独行動に移ると、彼らが救助チームなどではなく、細菌生物兵器として物体を開発した張本人である事を知り、追われる立場となる。
一方、メグは弟が映画館に行っている事を知り急行すると、そこは物体の大量捕食現場となっていた。下水道に逃げ込むも追い詰められるが、ブライアンが救出に駆け付ける。
メドウスはメグやブライアンもろとも物体を下水道に閉じ込めようと試みるが、物体は既に科学チームをもってしても制御できるような相手ではなくなっており、ついに町を呑み込んでしまう勢いで暴走し始めた。物体が寒さに弱い事に気付いたブライアンとメグは、町のスキー場で使うためのスノーメーカー(人工造雪車)で物体を凍らせる作戦に出る。

## キャスト
| 役名                   | 俳優                           | 日本語吹替                                                |
| 役名                   | 俳優                           | フジテレビ版                                              |
| ---------------------- | ------------------------------ | --------------------------------------------------------- |
| ブライアン・フラッグ   | ケヴィン・ディロン             | 坂上忍                                                    |
| メグ・ペニー           | ショウニー・スミス             | 佐々木優子                                                |
| ポール・テイラー       | ドノヴァン・リーチ             | 井上和彦                                                  |
| メドウズ博士           | ジョー・セネカ                 | 加藤和夫                                                  |
| ミーカー牧師           | デル・クローズ                 | 坂口芳貞                                                  |
| ハーヴ・ゲラー保安官   | ジェフリー・デマン             | 池田勝                                                    |
| メグの父親             | アート・ラフルー               | 加藤正之                                                  |
| メグの母親             | シャロン・スペルマン           | 寺島信子                                                  |
| ビル・ブリッグス保安官 | ポール・マクレーン             | 納谷六朗                                                  |
| ハーギス大佐           | ジャック・レーダー             | 大宮悌二                                                  |
| フラン・ヒューイット   | キャンディ・クラーク           | 駒塚由衣                                                  |
| スコット・ジェスク     | リッキー・ポール・ゴールディン | 島田敏                                                    |
| モス・ウッドレイ       | ボー・ビリングスリー           | 麦人                                                      |
| ケビン・ペニー         | マイケル・ケンワージー         | 増田裕生                                                  |
| エディ・ベックナー     | ダグラス・エマーソン           | 石川匡                                                    |
| ジェニングス           | ロバート・アクセルロッド       | 小島敏彦                                                  |
| フィル・ホッブス       | フランク・コリソン             |                                                           |
| 医師                   | ジャック・ナンス               |                                                           |
| ホームレス             | ビリー・ベック                 |                                                           |
| 映画マニア             | ウェイド・メイヤー             | 金尾哲夫                                                  |
| ヴィッキー・デ・ソト   | エリカ・エレニアック           | 亀井芳子                                                  |
| 兵士 #2                | ビル・モーズリー               | 宮本充                                                    |
| 役不明又はその他       | N/A                            | 丸山詠二 塚田正昭 磯辺万沙子 さとうあい 梅津秀行 種田文子 |
|                        | N/A                            |                                                           |
| 演出                   | N/A                            | 河村常平                                                  |
| 翻訳                   | N/A                            | 九鮎子                                                    |
| 効果                   | N/A                            | リレーション                                              |
| 制作                   | N/A                            | 東北新社                                                  |

- フジテレビ版：初回放送1991年8月10日『ゴールデン洋画劇場』※ソフト未収録
- 吹替はノーカット。ただし元ソースはPAL版のため放送尺に収まるように冒頭にダイジェスト（3分）が入る。

## スタッフ
- 監督：チャック・ラッセル
- 製作：ジャック・H・ハリス、エリオット・カストナー
- 撮影：マーク・アーウィン
- 編集：トッド・フォアマン、テリー・ストークス
- 音楽：ミヒャエル・ヘーニッヒ
- 脚本：チャック・ラッセル、フランク・ダラボン
- 特殊メイク & アニマトロニクス効果監修：トニー・ガードナー
- 特殊効果スーパーバイザー：フィリップ・バルトコ
- 視覚効果：ホイト・イエトマン
- 特殊クリーチャー効果：ゲーリー・プラテック
- パペッター：ジュリアン・レッシャー
- クリーチャー効果：ライル・コンウェイ
- クリーチャー製作：マーク・シーゲル
- ブロブ製作 & 操作：AJ・ワークマン
- ブロブムーブメントデザイン：トレイ・ストークス
- SFX：アルテリアン・スタジオ、メイクアップ & エフェクツ・ラボラトリーズ社
- 日本語字幕：稲田嵯裕里